# Chinasat 1A
Chinasat 1A (chinesisch 中星1A, Pinyin Zhōngxīng 1A), auch bekannt als Fenghuo 2A (chinesisch 烽火二号A, Pinyin Fēnghuǒ Èrhào A), ist ein taktischer Kommunikationssatellit der Volksbefreiungsarmee.
Er wurde am 18. September 2011 um 16:33 Uhr UTC mit einer Trägerrakete des Typs Langer Marsch 3 B/E von der Startrampe 2 des Kosmodroms Xichang in der südwestchinesischen Provinz Sichuan in eine geostationäre Umlaufbahn bei 129,8° östlicher Länge über Indonesien gebracht.
Die Startmasse des dreiachsenstabilisierten, von der Chinesischen Akademie für Weltraumtechnologie (CAST) auf der Basis ihres DFH-4-Busses entwickelten und gebauten Satelliten betrug 5320 kg, er besitzt eine geplante Lebensdauer von 15 Jahren. Die Position des Satelliten kann in Ost-West-Richtung entlang der Umlaufbahn mit ±0,05° stabil gehalten werden, in Nord-Süd-Richtung ebenfalls mit ±0,05°. Die Antennen bleiben mit einer Genauigkeit von 0,1° ausgerichtet.
Der Satellit gehört zu einer neuen Generation taktischer Kommunikationssatelliten, die eine gesicherte digitale Daten-, Sprach- und Bildkommunikation für die chinesischen Streitkräfte gewährleisten soll. Der erste Fenghuo-Satellit, Fenghuo 1A, auch bekannt als Chinasat 22, wurde am 25. Januar 2000 mit einer Trägerrakete vom Typ Langer Marsch 3A gestartet.